# Zaro Ağa
Zaro Ağa (Bitlis, 1774/1777 – Istanbul, 29 giugno 1934) è stato un operaio e portinaio turco, il quale avrebbe raggiunto la controversa età di 157/160 anni.
Nonostante l'affermazione sia assolutamente dubbia e controversa, in molte regioni di provenienza egli è certificato come la più longeva persona nella storia del genere umano (superando di ben 35/38 anni il record ufficiale). Non vi fu un dibattito sulla sua effettiva età, quando morì. Nel libro del 1976 di Arthur C. Custance viene citata una notizia nella quale il record di Aga è certificato e del tutto esterno a dubbi o concessioni e anzi viene indicato come ammontare a 164 anni. Tuttavia, secondo il certificato di morte impartito dal suo medico, Zaro Aga aveva la sempre controversa età di 157 e non superiore. Morì a Istanbul, anche se esiste una certa confusione circa la morte, probabilmente perché il corpo fu inviato negli Stati Uniti subito dopo la sua morte. 
Nacque a Bitlis, nella provincia Kurdistan in Turchia ottomana, lavorò come operaio edile quando era giovane, trasferendosi poi a Istanbul, dove avrebbe lavorato come portiere per più di 100 anni andando successivamente in pensione. Fu al centro dei riflettori della stampa durante il suo ultimo anno di vita. Durante la sua esistenza viaggiò in molti paesi, tra i quali gli Stati Uniti, il Regno Unito, l'Italia e la Francia.
Il suo corpo venne utilizzato per scopi di ricerca dopo la sua morte.

## Galleria d'immagini

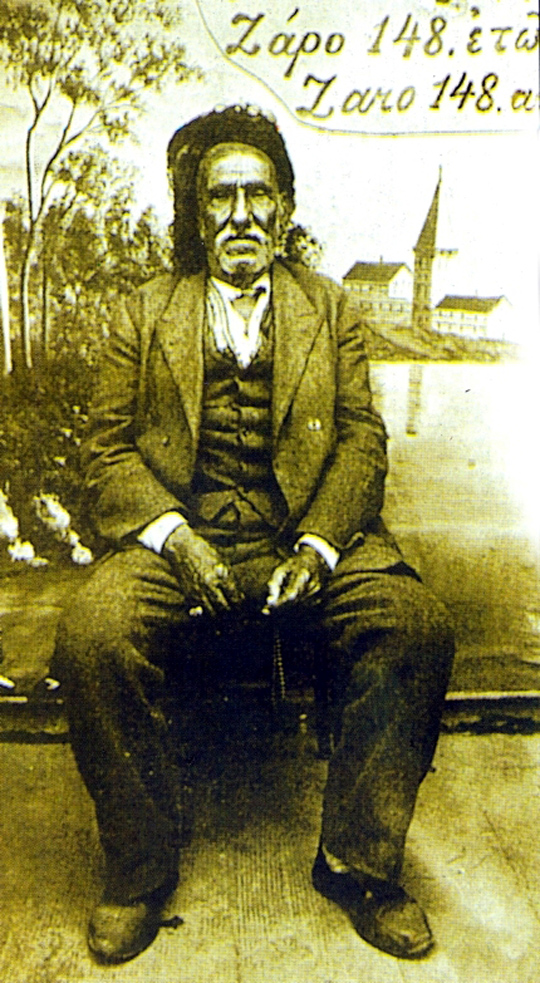
Zaro Aga ad Istanbul.
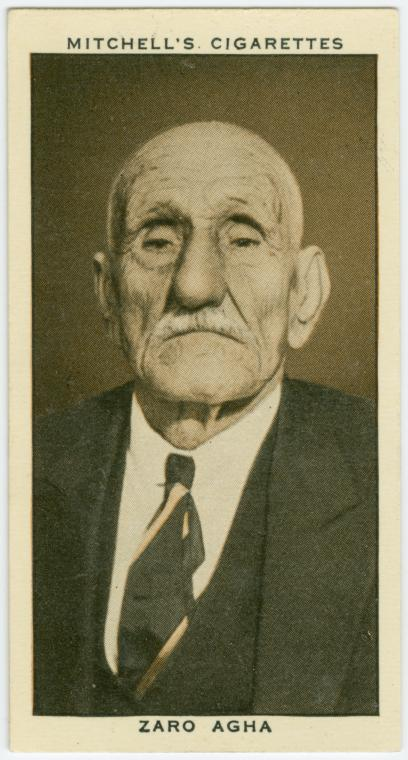
Pacchetto di sigarette Mitchell's con la foto di Zaro Aga. (1930 circa)
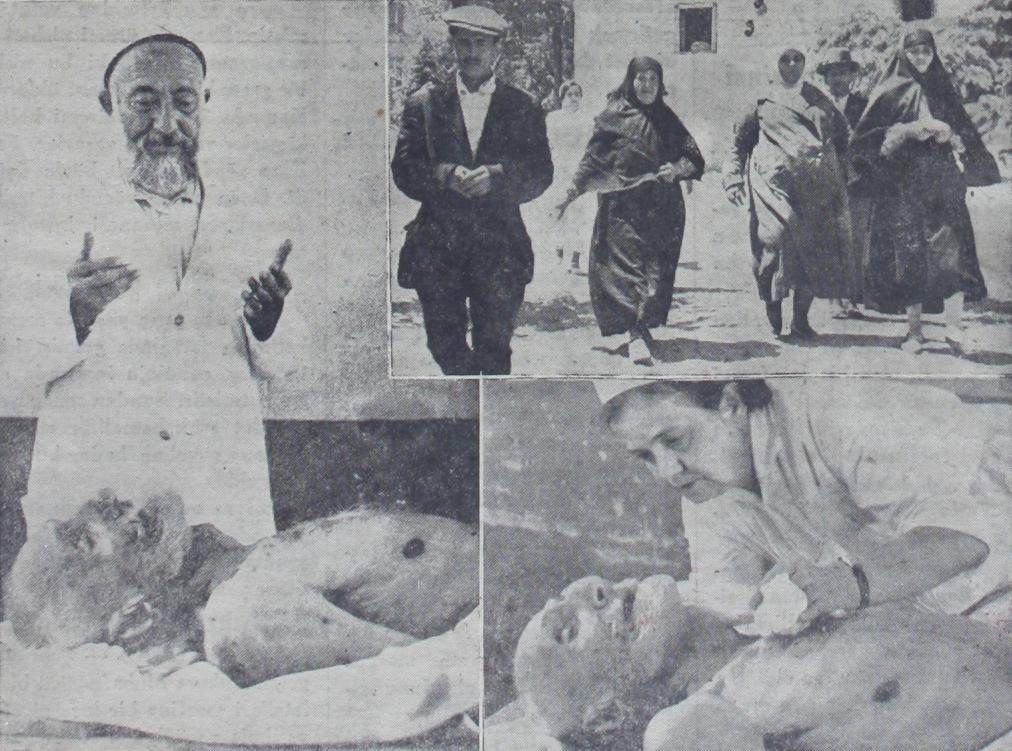
Morte di Zaro Aga
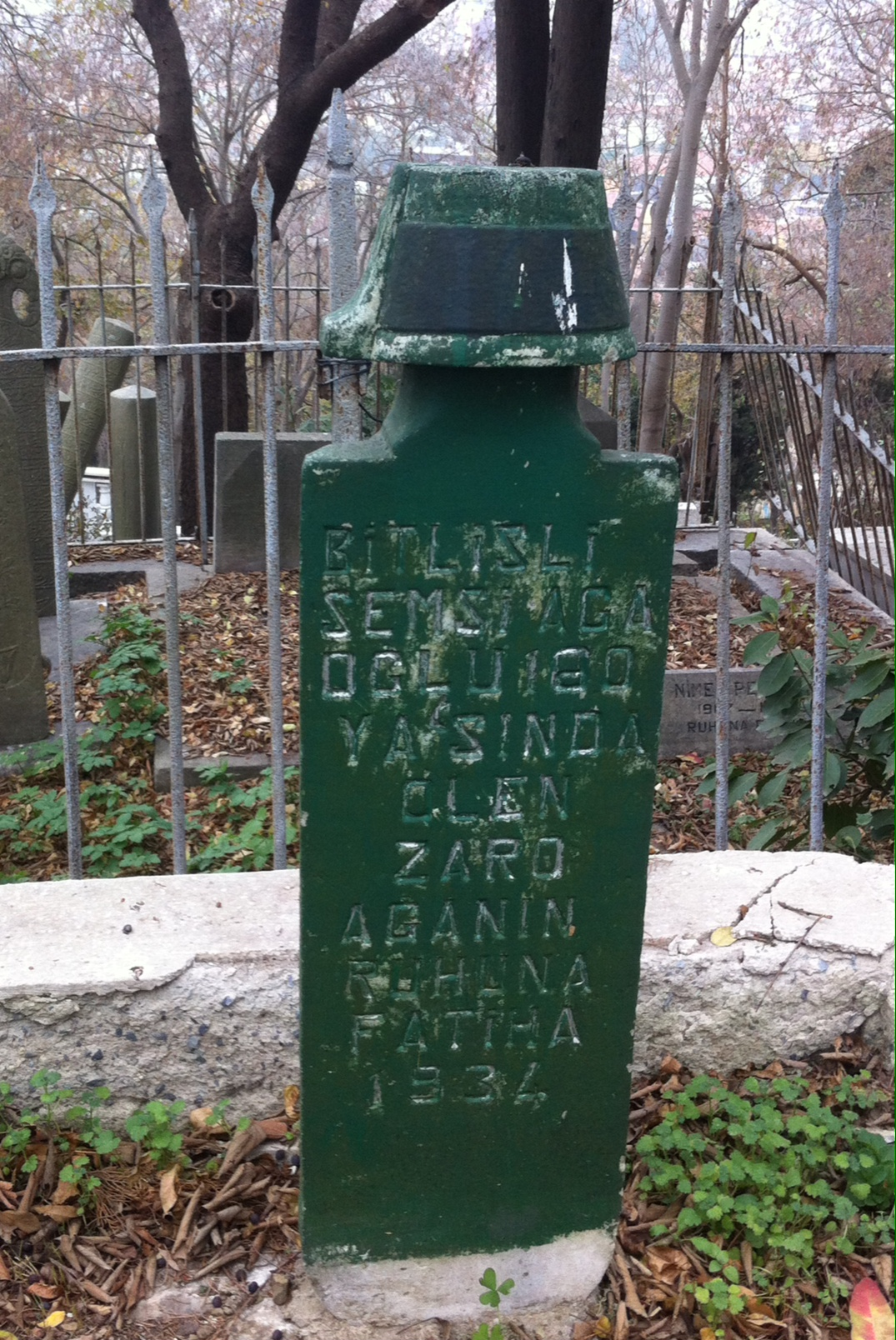
Pietra tombale di Zara Aga